# Artur Axmann
Artur Axmann (Hagen, 18 de fevereiro de 1913 — Berlim, 24 de outubro de 1996) foi um oficial nazista, líder da Juventude Hitlerista do Terceiro Reich.
Aos quinze anos fundou o primeiro grupo de jovens nazistas na Vestfália e quatro anos mais tarde, aos 19, foi transformado num líder do Partido Nazista para reorganizar células de jovens hitleristas. Axman conseguiu fazer da Hitlerjugend uma escola de treinamento vocacional do Estado e tornou-se chefe do escritório social de liderança da Juventude do Reich. 
No começo da Segunda Guerra Mundial passou parte do tempo trabalhando na frente ocidental da guerra até maio de 1940, quando da invasão da França. Em agosto do mesmo ano, sucedeu a Baldur von Schirach como Líder da Juventude do Reich (alemão: Reichsjugendführer) . Em 1941 sofreu grave ferimento na frente russa, perdendo um braço.
Durante as últimas semanas de guerra, Axmann comandou as unidades da Juventude Hitlerista (Hitlerjugend) que foram incorporadas aos integrantes da Guarda Nacional do Povo (Volksturm) composta de homens de meia idade e de idosos, a última unidade de defesa alemã em volta de Berlim; suas unidades eram basicamente compostas de crianças e adolescentes de menos de quinze anos, sem treinamento de guerra ou equipamento, dos quais a grande maioria morreu na Batalha de Berlim combatendo de calças curtas.
Ele era um dos presentes ao bunker de Hitler durante seus últimos dias. Em 1 de maio de 1945, após o suicídio de Hitler e Eva Braun, ele fugiu dos subterrâneos da Chancelaria  junto com Martin Bormann e o Dr. Ludwig Stumpfegger, o médico pessoal do Führer, de quem acabou se separando na fuga pela cidade em chamas. Escapou da captura pelas tropas soviéticas que tomavam Berlim e desapareceu. 
Dado como morto, Axmann viveu vários meses com o nome de ‘Erich Siewert’ até dezembro de 1945, quando foi preso com a descoberta de um movimento subterrâneo de resistência que ele organizava. Após três anos em custódia dos Aliados, um tribunal de desnazificação do povo alemão instalado em Nuremberg o condenou a três anos e três meses de prisão, em maio de 1949.
Após cumprir sua sentença, Axmann trabalhou em Berlim e Gelsenkirchen como promotor de vendas e em 1958 um novo tribunal de desnazificação em Berlim Ocidental o multou em 23 mil dólares por considerá-lo culpado de doutrinação da juventude alemã no nacional-socialismo até os últimos dias da guerra, concluindo que ele fez isso por convicção pessoal e não por ordens recebidas.
Durante seu julgamento, Axmann afirmou que ouviu o tiro com que Hitler cometeu suicídio, por ser um dos presentes na antessala dos aposentos do Führer no momento fatal e é da sua autoria a versão, aceita pela maioria dos historiadores, de que Martin Bormann morreu sobre uma ponte durante a fuga de Berlim, na madrugada de 2 de maio de 1945.